# Alpes-de-Haute-Provence
Alpes-de-Haute-Provence („Alpy Horní Provence“) je francouzský departement ležící v regionu Provence-Alpes-Côte d'Azur. Hlavní město je Digne-les-Bains.

## Geografie
Departement Alpes-de-Haute-Provence sousedí s departementy Hautes-Alpes, Drôme, Vaucluse, Var, Alpes-Maritimes a italskou provincií Cuneo v kraji Piemont.
Nejvyšším místem je vrchol Aiguille de Chambeyron (3412 m) v Kottických Alpách. Nejnižší místo je nedaleko soutoku řeky Durance a Verdon (250 m).
Na východě zasahuje území i do Přímořských Alp s vrcholem Mont Pelat (3050 m). Na jihozápadě je horský ráz krajiny vystřídán krajinou plošiny Valensole s lány levandule.
V jižní části na hranicích s departmentem Var je vodní nádrž Sainte-Croix a Grand canyon du Verdon.
Část území departmentu je chráněna v národním parku Mercantour.

## Administrativní členění
| Arrondissement  | Počet obyvatel (2007) | Rozloha (km²) | Průměrná hustota ob. | Kantony | Obce |
| --------------- | --------------------- | ------------- | -------------------- | ------- | ---- |
| Barcelonnette   | 8013                  | 1028          | 7                    | 2       | 16   |
| Castellane      | 9347                  | 1320          | 6                    | 5       | 32   |
| Digne-les-Bains | 54 478                | 2465          | 20                   | 10      | 65   |
| Forcalquier     | 84 229                | 2112          | 36                   | 13      | 87   |

## Historie
Basses-Alpes („Nízké Alpy“) je jedním z 83 departementů vytvořených během Francouzské revoluce 4. března 1790 aplikací zákona z 22. prosince 1789.
V roce 1970 byl přejmenovaný na Alpes-de-Haute-Provence.